# Tamoul Iyengar
Pour les articles homonymes, voir Iyengar.
Le tamoul Iyengar recouvre plusieurs dialectes tamouls parlés principalement au Karnataka, au Tamil Nadu, et dans les régions avoisinantes du Sud de l'Inde.
Les Iyengar sont les adeptes de la philosophie Visishtadvaita proposée par Sri Ramanujacharya. Ils forment une caste distincte parmi les brahmanes tamouls.
Il y a aujourd'hui trois dialectes Iyengar distincts :
Le Mandyam et le Hebbar sont des dialectes parlés principalement au Karnataka.
Le dialecte des autres Iyengar (Iyengar Paribhashai) s'est rapproché de celui des Iyer du Tamil Nadu.

## Le tamoul Mandyam
Le tamoul Mandyam est parlé principalement au Karnataka. Il existe dans cet État une ville de Mandya et un district de Mandya. Une hypothèse est que ces Iyengar s'appellent Iyengar Mandyam à cause de Mandya, mais ils affirment aussi qu'il existe un village près de Tirupati, dont ils proviennent initialement, et dont le nom se prononce de façon très proche de Mandyam.
Les Iyengar Mandyam ont toujours été l'un des plus petits groupes sociaux parmi les brahmanes Iyengar, dont le nombre s'est encore amoindri du fait du développement des mariages interculturels et de l'émigration.

## Le tamoul Hebbar
Cette forme de tamoul (le tamoul mElnADu Sri Vaishnava) est particulière en ce qu'elle contient de nombreuses expressions tamoules archaïques, que l'on ne peut rencontrer que dans les paasuram des Alvars et les tout premiers écrits des acharya.
Ainsi, par exemple, ils utilisent le mot kaDAram pour un petit réservoir d'eau — ce qui vient tout droit du nIrATTam de Periyalvar. Ils disent tiruppiNDi pour le mot kOlam, comme on le rencontre dans le vArttAmAlai. Quand ce tamoul archaïque est mélangé à du sanskrit et à des expressions kannada, on obtient du tamoul mElnADu Sri Vaishnava, très particulier, et souvent incompréhensible pour les locuteurs actuels du tamoul Sri Vaishnava du fait de l'accent et du vocabulaire utilisé,.